# 2021年中華民國全國大專校院運動會
2021年中華民國全國大專校院運動會（英語：National Intercollegiate Athletic Games 2021），正式名稱為中華民國110年全國大專校院運動會，一般稱為110年全大運，是由國立成功大學主辦的第51屆全國大專校院運動會，為期五天。賽會原訂2021年5月14日至5月18日舉辦，受到2019冠狀病毒病本土疫情影響，部分項目延期至10月1日至10月5日。